# Peritapnia fabra
Peritapnia fabra är en skalbaggsart som beskrevs av Horn 1894. Peritapnia fabra ingår i släktet Peritapnia och familjen långhorningar. Inga underarter finns listade i Catalogue of Life.